# Myoglobin

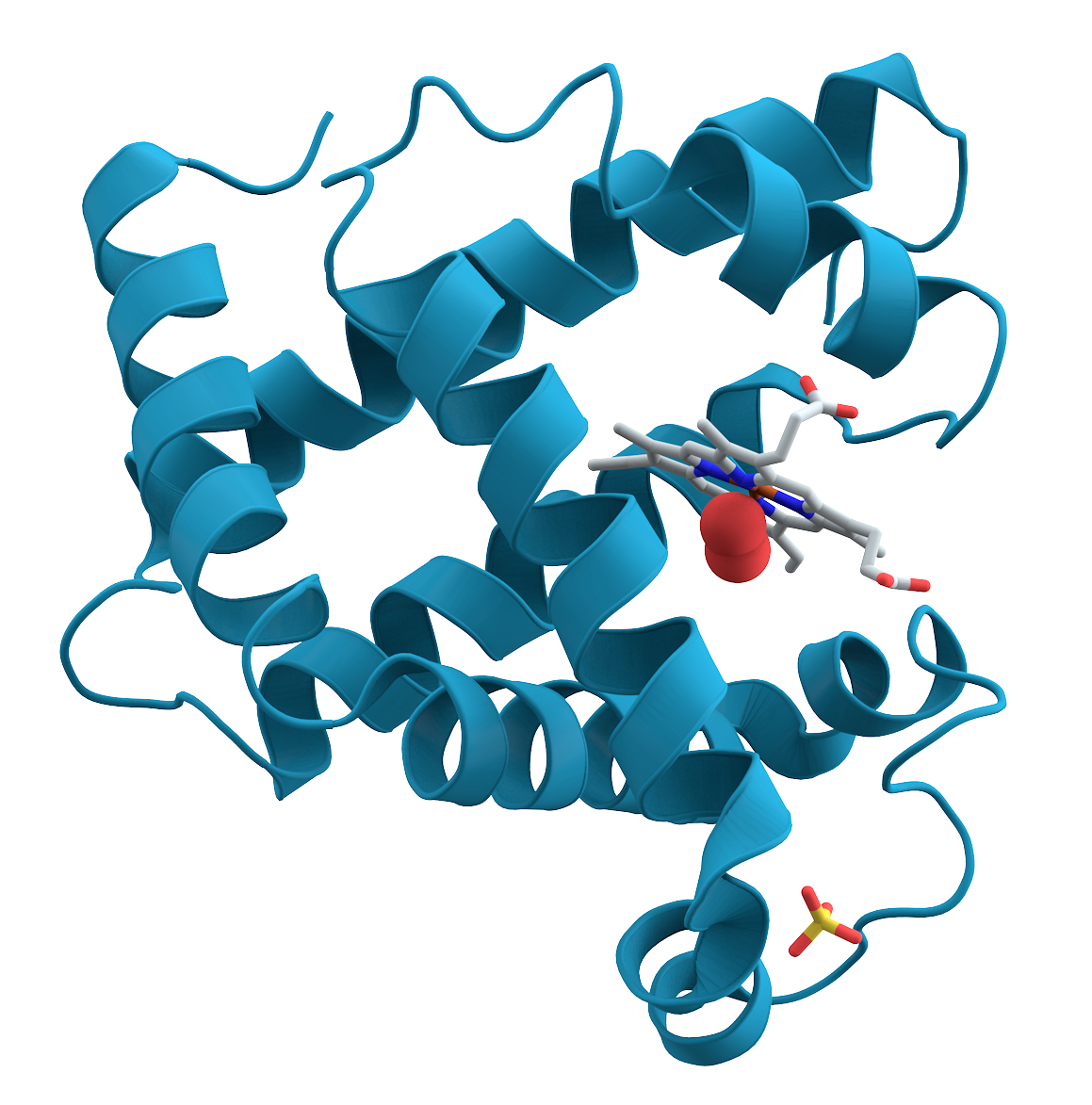
En tredimensionell modell av myoglobin, där alla alfa-helixar visas som färgade spiraler.

Myoglobin är den viktigaste syrebindande molekylen i muskelvävnad. Det minskar syrekoncentrationens variation i cellen, vilket gör att den fungerar bättre. Mycket av den röda färgen hos kött kommer från myoglobin.
Myoglobin är ett protein som består av en enda polypeptidkedja bestående av 153 aminosyror. I mitten har det en hemgrupp, som kan binda en syremolekyl. Hemgruppen binds till aminosyrakedjan efter att denna bildats. Till skillnad från det besläktade proteinet hemoglobin, som finns i de röda blodkropparna i blodkärlen, påverkas inte myoglobinets förmåga att binda syre lika mycket av hur mycket syre som finns i dess omgivning.
Myoglobin har lägre syrebindande kapacitet än hemoglobin, men binder syrgasmolekylen med högre affinitet än hemoglobin, vilket är en fördelaktig egenskap när syre ska hämtas från blodet.
Myoglobin var det första protein som fick sin atomära struktur bestämd med röntgenkristallografi. Det var John Kendrew och medarbetare som 1957 lyckades med det och för denna upptäckt fick John Kendrew motta 1962 års Nobelpris i kemi, delat med Max Perutz.

## Dykande däggdjur
Dykande däggdjur har högre koncentration av myoglobin i sina muskler än landlevande däggdjur. Weddellsälen som exempel kan vara under vattnet i över en timme, och har ca 25% av sitt syre lagrat i musklerna jämfört med oss människor som bara har 13% lagrat i musklerna, vilket den kan ha eftersom den har mer myoglobin.